# Cieurac
Cieurac – miejscowość i gmina we Francji, w regionie Oksytania, w departamencie Lot.
Według danych na rok 1990 gminę zamieszkiwały 264 osoby, a gęstość zaludnienia wynosiła 14 osób/km² (wśród 3020 gmin regionu Midi-Pireneje Cieurac plasuje się na 800. miejscu pod względem liczby ludności, natomiast pod względem powierzchni na miejscu 597.).